# Lopholiparis flerxi
Lopholiparis flerxi és una espècie de peix pertanyent a la família dels lipàrids i l'única del gènere Lopholiparis.

## Descripció
- Fa 3,3 cm de llargària màxima.
- Nombre de vèrtebres: 40.[2]

## Hàbitat
És un peix marí, de clima temperat i pelàgic que viu fins als 285 m de fondària.

## Distribució geogràfica
Es troba al Pacífic nord-oriental: les illes Aleutianes.

## Observacions
És inofensiu per als humans.